# تورنتون (واشینگتن)
تورنتون (به انگلیسی: Thornton) یک منطقهٔ مسکونی در ایالات متحده آمریکا است که در شهرستان ویتمن، واشینگتن واقع شده‌است. تورنتون ۷۰۴٫۱ متر بالاتر از سطح دریا واقع شده‌است.